# 1631
1631 (MDCXXXI) fue un año común comenzado en miércoles, según el calendario gregoriano.

## Acontecimientos
- 20 de mayo: en Alemania ―en el marco de la Guerra de los Treinta Años entre católicos y protestantes― se produce el saqueo de Magdeburgo, en que los soldados católicos, bajo el mando del Conde de Tillý (el Monje con Armadura), asesinan al 80 % de los ciudadanos de la ciudad (unos 20 000 hombres, mujeres y niños luteranos).
- 30 de mayo: en París se funda el primer periódico francés, La Gazette, que circularia hasta 1915.
- 17 de septiembre: en Alemania ―en el marco de la Guerra de los Treinta Años― se produce la batalla de Breitenfeld en la que salen victoriosas las fuerzas protestantes.
- 12 de diciembre: centenario de las apariciones de la virgen de Guadalupe en el cerro del Tepeyac
- 16 de diciembre: a 40 km de Nápoles (Italia) entra en erupción el volcán Vesubio.
- En Francia, René Descartes descubre la presión atmosférica, doce años antes del experimento de Torricheli.

## Nacimientos
- 9 de agosto: John Dryden, poeta y dramaturgo inglés (f. 1700).

## Fallecimientos
- 4 de febrero: Bartolomé Leonardo de Argensola, poeta e historiador español.
- 28 de marzo: Juan van der Hamen y León pintor español especializado en bodegones.
- 10 de junio: Giovanni Serodine, pintor italiano (n. c. 1600).
- 21 de junio: John Smith (51), explorador inglés que fundó la primera aldea inglesa en los Estados Unidos y conoció a Pocahontas.
- 28 de julio: Guillén de Castro, dramaturgo español (n. 1569).